# Silen
Silen (Bulgaars: Силен) is een dorp in de Bulgaarse gemeente Stambolovo, oblast Chaskovo. Het dorp ligt hemelsbreed 30 km ten zuidoosten van Chaskovo en 226 km ten zuidoosten van Sofia.

## Bevolking
Op 31 december 2020 telde het dorp Silen 143 inwoners. Het aantal inwoners daalde (vooral als gevolg van) de assimilatiecampagnes van het communistisch regime in de periode 1985-89 van meer dan 300 personen naar 143 personen in 2020.
| Bevolkingsontwikkeling tussen 1934 en 2020          |
| --------------------------------------------------- |
|                                                     |
| Bron: Nationaal Statistisch Instituut van Bulgarije |

In het dorp wonen grotendeels etnische Turken. In de optionele volkstelling van 2011 identificeerden 108 van de 136 ondervraagden zichzelf als etnische Turken, oftewel 79,4%. De overige 28 ondervraagdem identificeerden zichzelf als etnische Bulgaren (oftewel 20,6%).
| Etnische samenstelling van de respondenten (2011) | Etnische samenstelling van de respondenten (2011) | Etnische samenstelling van de respondenten (2011) | Etnische samenstelling van de respondenten (2011) | Etnische samenstelling van de respondenten (2011) |
| ------------------------------------------------- | ------------------------------------------------- | ------------------------------------------------- | ------------------------------------------------- | ------------------------------------------------- |
|                                                   |                                                   |                                                   |                                                   |                                                   |
| Bulgaren                                          | Bulgaren                                          |                                                   | 20,6%                                             | 20,6%                                             |
| Turken                                            | Turken                                            |                                                   | 79,4%                                             | 79,4%                                             |
| Roma                                              | Roma                                              |                                                   | 0,0%                                              | 0,0%                                              |
| Anders/Onbekend                                   | Anders/Onbekend                                   |                                                   | 0,0%                                              | 0,0%                                              |